# Борго (Мачерата)
Борго (итал. Borgo) насеље је у Италији у округу Мачерата, региону Марке.
Према процени из 2011. у насељу је живело 39 становника. Насеље се налази на надморској висини од 845 м.